# 黑金町 (嘉義市)

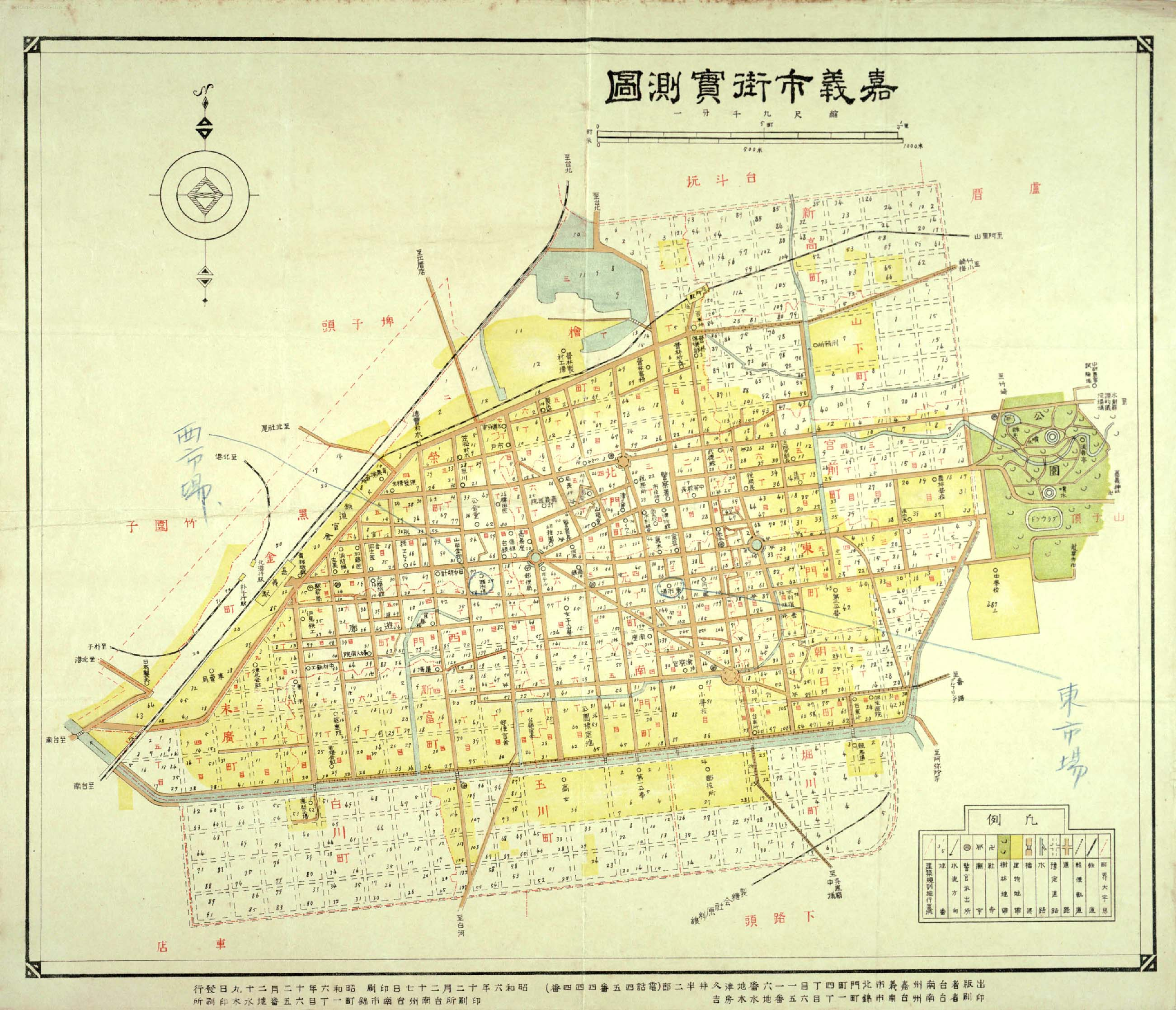
1931年嘉義市街圖

黑金町是台南州嘉義市於台灣日治時代1930年至1945年之行政區，位在縱貫線鐵路東側的林森西路、中山路至鐵路西側的竹文街、北港路2巷之間的地區，大致為現今地籍黑金段之範圍，其町名源自町內的鐵道設施。

## 町內設施
- 鐵道部嘉義車站
- 大日本製糖台灣支社嘉義車站
- 明治製糖嘉義車站
- 榮町派出所
- 臺灣運輸會社嘉義支店
- 臺灣倉庫株式會社嘉義出張所[1]